# 10110 Jameshead
10110 Jameshead eller 1992 LJ är en asteroid i huvudbältet som upptäcktes 3 juni 1992 av den amerikanske astronomen Gregory J. Leonard vid Palomar-observatoriet. Den är uppkallad efter den amerikanske geologen James W. Head.
Asteroiden har en diameter på ungefär 5 kilometer.